# لنز سیگما ۱۰۵میلی‌متر اف/۲٫۸ ئی‌ایکس دی‌جی
لنز سیگما ۱۰۵میلی‌متر اف/۲٫۸ ئی‌ایکس دی‌جی (به انگلیسی: Sigma 105mm f/2.8 EX DG lens) نام لنز دوربین عکاسی از نوع ثابت است که توسط شرکت سیگما تولید می‌شود. فاصلهٔ کانونی این لنز ۱۰۵ میلی‌متر، دیافراگم آن دارای ۸ تیغه و ضریب اف آن اف ۲٫۸ تا اف ۴۵ است. 